# ایل قلیچی
طایفهٔ قلیچی یا قلیچ‌چی (صاحب شمشیر) از ترکان قوم گرایت ایلی (گرایلی) است، این طایفه از کالبوش بین گرگان و فندرسک آمده‌است.
در سال ۱۰۰۷ ه.ق. حسین خان شاملو، به‌فرمان شاه عباس برای دفع ازبک، با سپاهی به خراسان آمد، در این موقع، علی خان گرایلی سرپرست گرایلی‌های آن منطقه با عبدالمومن ازبک سروسری پیدا کرده و علیه شاه به مخالفت برخاست، علی خان دستگیر به حضور شاه فرستاده شد که به فرمان او اعدام گردید.
قلیچی‌ها، تحت سرپرستی علی خان قلیچی از ایل خود گرایلی‌ها در کالبوپوش جدا شدند و به جوین و جغتای و بام و صفی آباد رفتند و سکونت نمودند، امرای معروف این طایفه عبارت‌اند از:
-علی خان قلیچی از امرا و بزرگان طایفه قلیچی در سال ۱۱۶۸ ه.ق. حاکم سبزوار بود.
-الله یار خان قلیچی نیز، از امرا و بزرگان خراسان بود، در سال ۱۲۱۰ ه. ق. آغا محمد خان قاجار، که برای ضمیمه کردن خراسان به سایر قسمت‌های متصرفی خود به خراسان آمد، و شاهرخ شاه افشار را که کور بود و چندان اقتداری نداشت از سلطنت خلع نمود و برای اخذ جواهر مورد شکنجه قرار داد سپس به مازندران فرستاد که در اثر آن شکنجه‌ها در بین راه درگذشت. الله یار خان قلیجی در آن موقع حاکم سبزوار بود، و از آغا محمد خان اطاعت کرد، ولی به مخالفت فتح علی شاه برخاست بعداً در سال ۱۲۱۶ ه. ق. با وساطت عباس میرزا نایب السلطنه مورد عفو و بخشایش قرار گرفت، فتح علی شاه، طرلان خانم دختر الله یار خان قلیچی را به زنی گرفت.